# Föreningen Vatten
Föreningen Vatten bildades år 1944 och är en rikstäckande ideell, politiskt obunden förening för kunskap om vatten och vattenvård, för vår gemensamma miljö. Föreningen Vattens viktigaste uppgifter är att arrangera tvärprofessionella möten för förkovran och debatt, konferenser för bredd och spetskompetens.
Föreningen ger ut tidskriften Vatten, med fyra nummer per år. Tidskriftens namn var från början Vattenhygien, men bytte 1967 till Vatten.
År 1994 fyllde FVH 50 år, i samband med detta ändrades föreningen namn till Föreningen Vatten från det tidigare Föreningen för vattenhygien.
Föreningen administrerar en rad priser vilka sponsras av olika företag och organisationer inom vattenområdet. Priserna delas ut på den årliga vattendagen.
Vattenhygienfrågorna hade fått aktualitet i början av 1900-talet i samband med befolkningstillväxten och den ökade industrialiseringen som gjorde att grundvattnet inte räckte till. Ytvatten började användas till dricksvatten vilket samtidigt förorenades av avloppsvatten och utsläpp från industrier. Detta lyfte frågan om vattenhygien och vattenrening och ledde bland annat till att avloppsreningsverk började anläggas under 1930-talet. (Första avloppsreningsverket i Sverige, Ålstensverket, invigdes 1934.)

## Historia
Föreningen för Vattenhygien (FVH) bildades som en förening för personer och sammanslutningar, som var intresserade av vattenhygieniska eller vattenreningstekniska frågor. Föreningens syfte sas vara att främja utvecklingen på berörda områden, bland annat genom att åstadkomma samarbete mellan bakteriologer, kemister, limnologer, läkare och tekniker. Styrelsen har sitt säte i Stockholm och första styrelsen bestod av civilingenjör N Westberg (ordförande), dr H Huss (vice ordförande), civilingenjör V Jansa (sekreterare), dr R Spaak (skattmästare), civilingenjör H Johansson (redaktör) samt överinspektör S Vallin och dr E Larre.
En senare redaktör och drivande kraft för tidskriften Vatten - tidskrift för vattenvård var Artur Almestrand som 1992 efter 26 år lämnade redaktörskapet, men kvarstod som ansvarig utgivare ytterligare en tid.
Med anledning av föreningens 70-årsjubileum sammanfattade Kenneth M Persson de gångna åren. ”Tidskriften och föreningen blir som en vattenspegel av efterkrigstidens Sverige.” Med vattenhygien menades i överförd betydelse vattnets friskhet och hälsosamhet. I artikeln refereras till en artikel om vattenvård i Sverige skriven av Vattenhygiens andre redaktör fil.dr. Arne Lindroth med titel ”Synpunkter på vattenhygienens organisatoriska ställning i Sverige (nr 3-1949). Artikeln följdes senare upp av Bengt Petrelius i nr 1 1950, ”Synpunkter på vattenhygienens organisatoriska ställning i Sverige (II)”.
Vid tidskriftens 75e årgång gjordes en djupdykande analys av artiklarna under de första 75 åren. Totalt hade 2015 artiklar publicerats över sammanlagt 20 564 sidor.